# 1000 Vuren
1000 Vuren, 1.000 Vuren, 1000-Vuren, Duizend Vuren of Duizendvuren is een kruising in de Belgische stad Gent. De kruising ligt in het westen van het stadscentrum in de wijk Brugse Poort en wordt gevormd door de straten Noordstraat, Contributiestraat, Begijnhoflaan en Brugsepoortstraat. Op ongeveer 100 meter naar het zuidwesten ligt de Contributiebrug over de Coupure. Aan het kruispunt bevindt zich de tramhalte Brugsepoort.
De naam 1000 Vuren is geen officiële naam, maar een informele benaming die in Gent breed bekend is.

## Geschiedenis
Ter plaatse van het kruispunt bevond zich vanaf het einde van de 13e eeuw tot in de 19e eeuw de Brugsepoort, een van de Gentse stadspoorten van de tweede stadsomwalling. In 1860 werd de poort gesloopt. Met het verdwijnen van de stadsomwalling, die plaats maakte voor lanen, en de sloop van de stadspoort, ontstond een kruispunt.
Vanaf de jaren 1950 werd aan het kruispunt een keuken- en kachelwinkel uitgebaat die de naam 1000 Vuren had. In de jaren 1960 werd er een modernistisch gebouw neergezet en kreeg het de naam Home Standing. In de jaren 1990 verdween de winkel, maar de naam 1000 Vuren bleef in de volksmond bekend als de naam voor het kruispunt. 